# Kakerdaja raba
Kakerdaja raba är ett träsk i Estland. Det ligger i den centrala delen av landet, 50 km sydost om huvudstaden Tallinn.

## Galleri

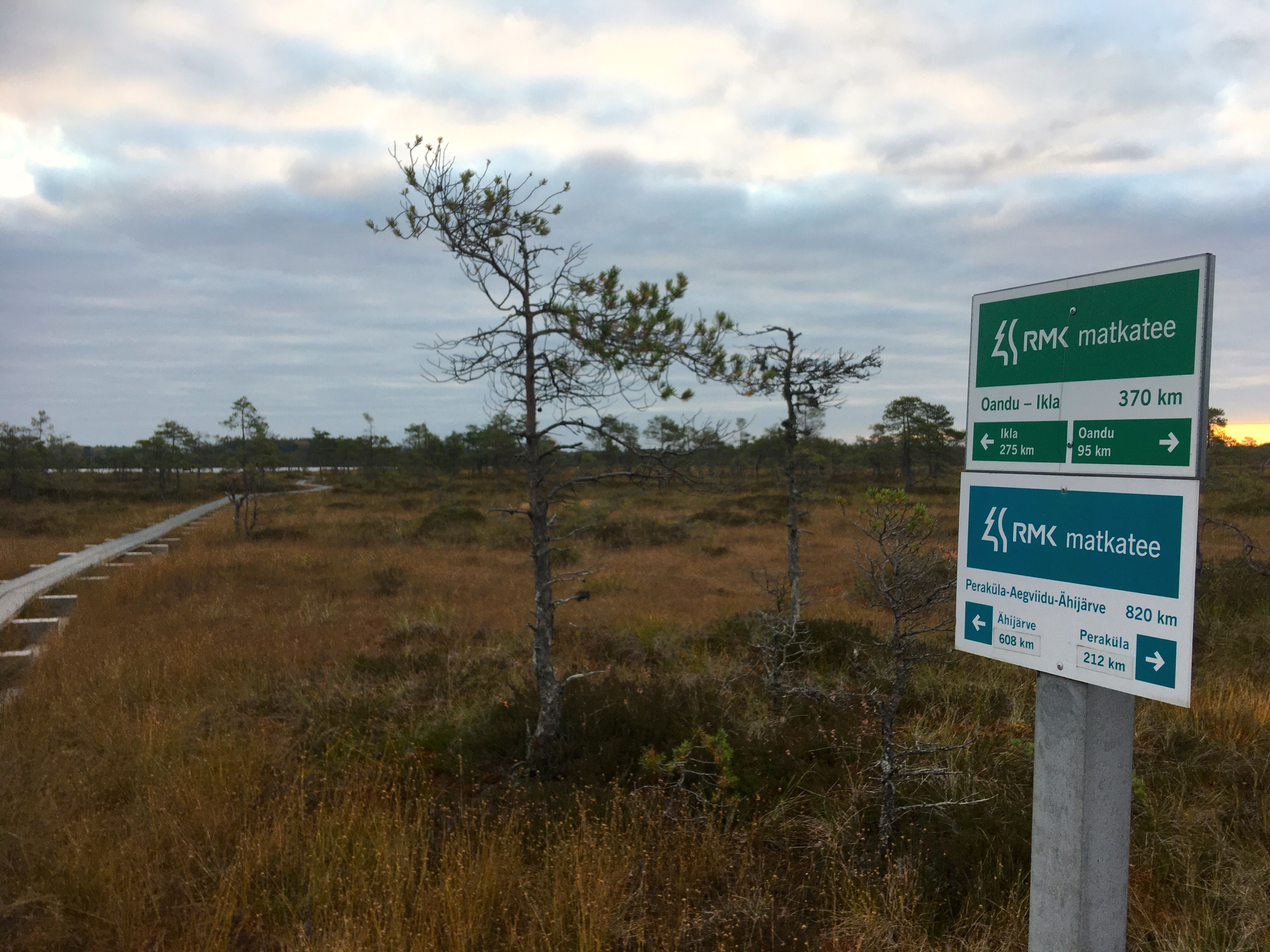
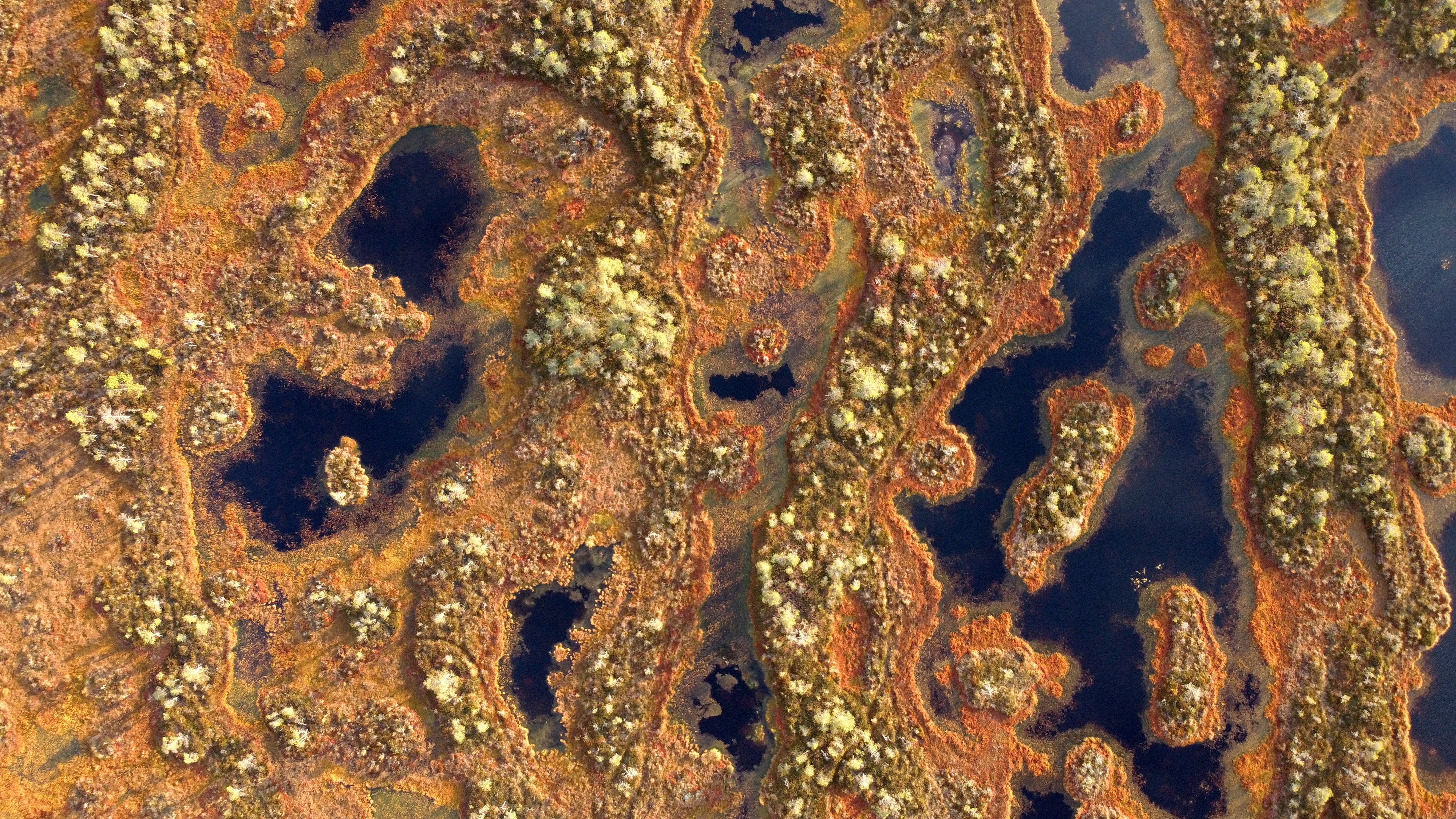
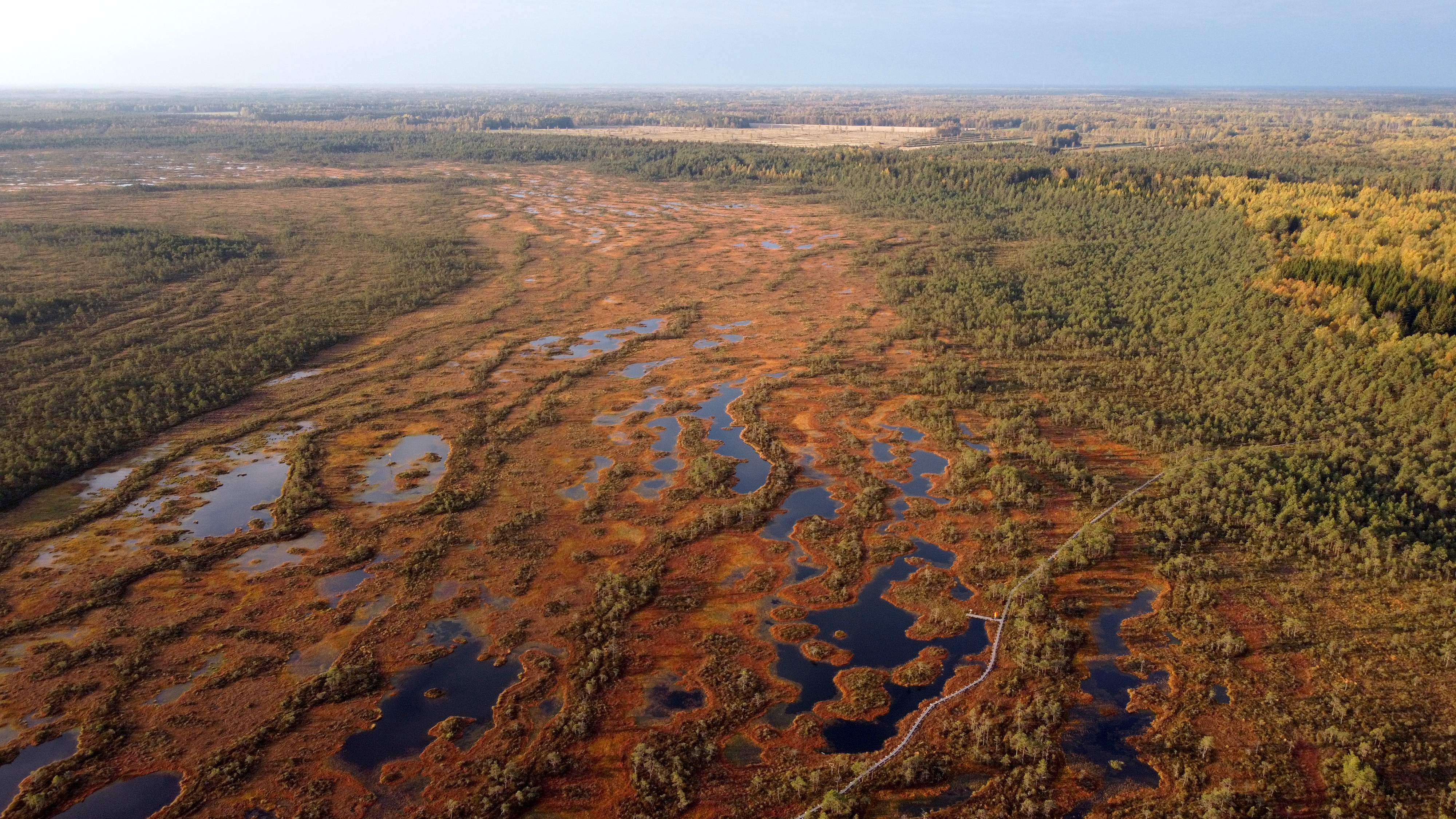
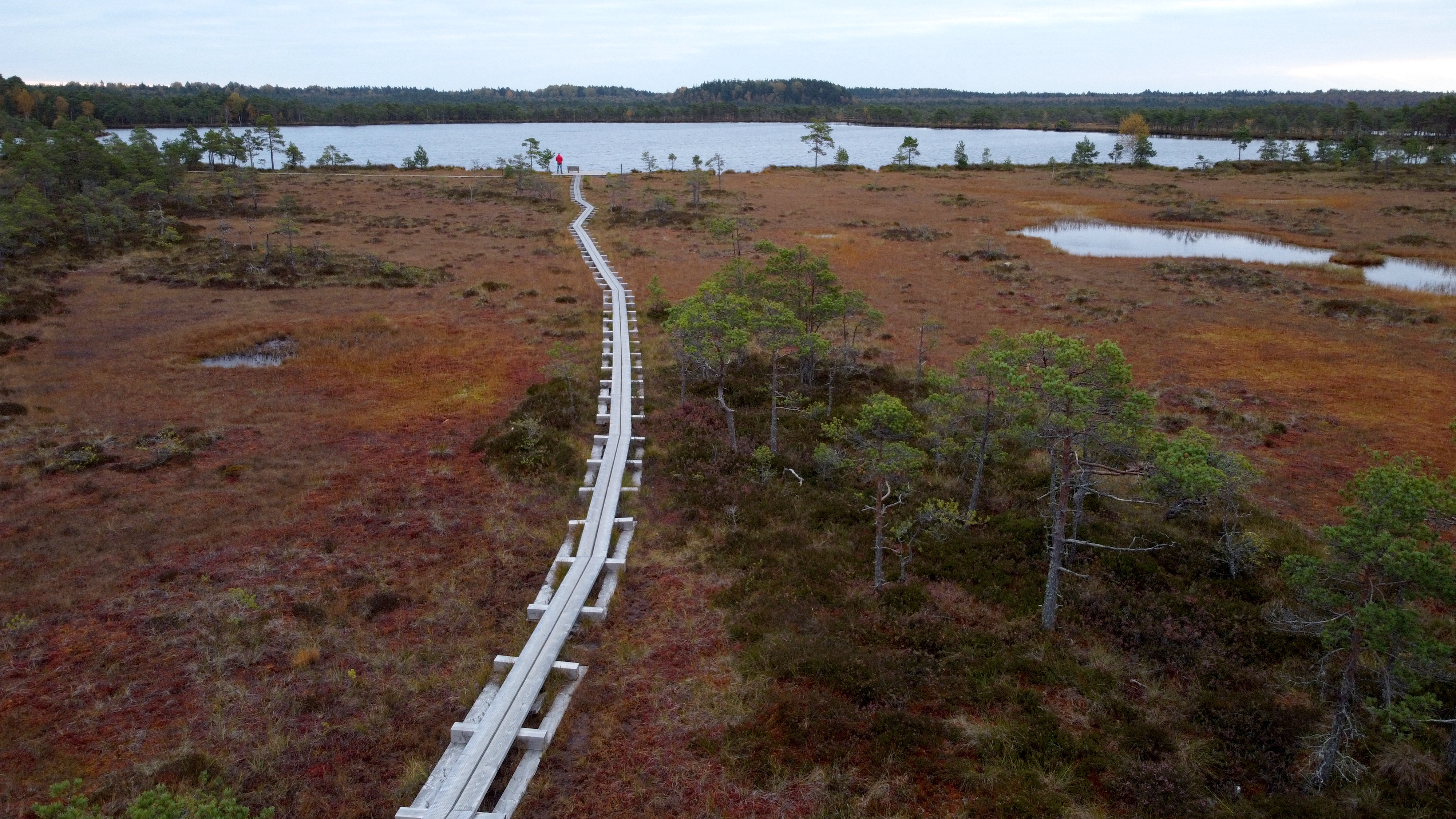
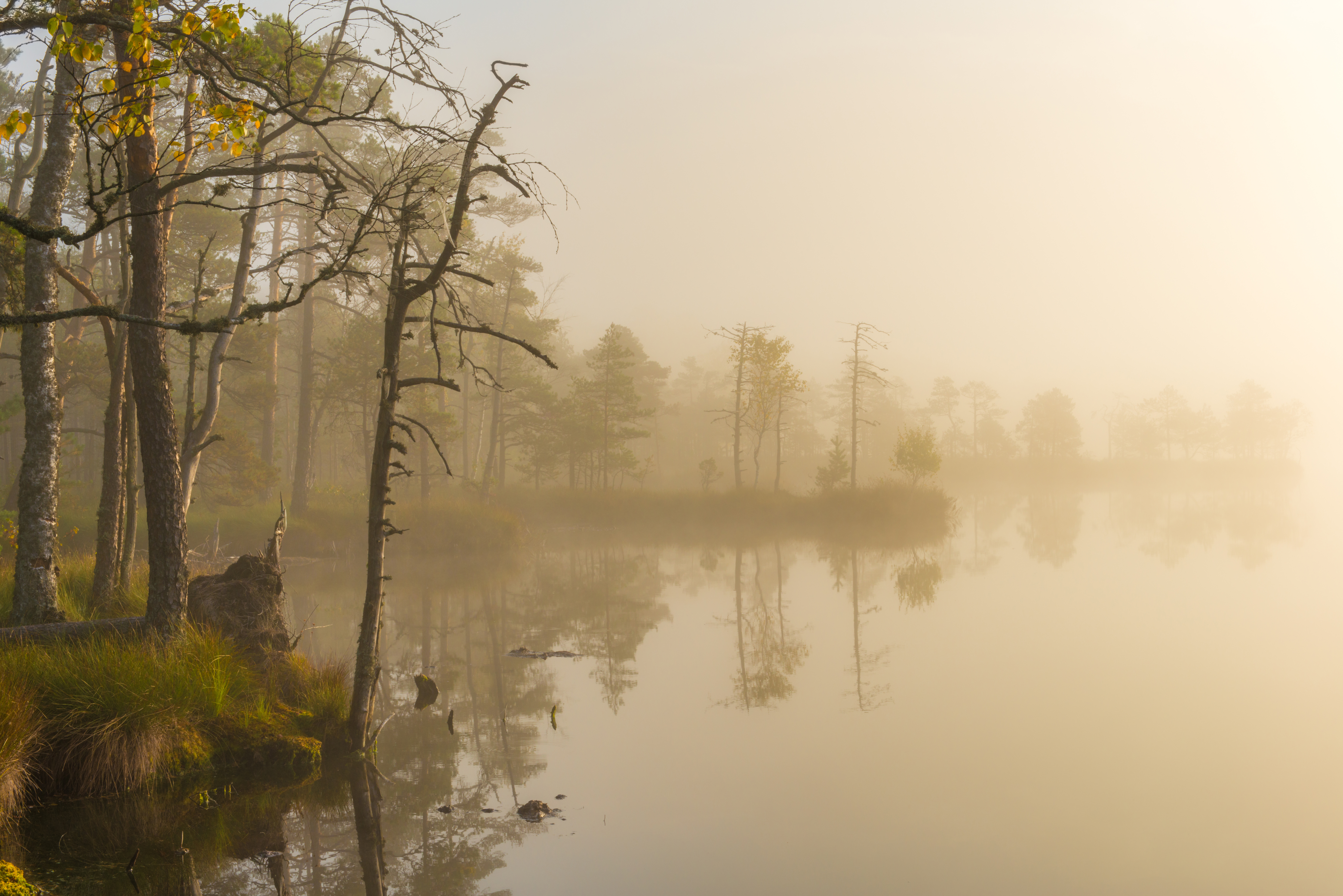
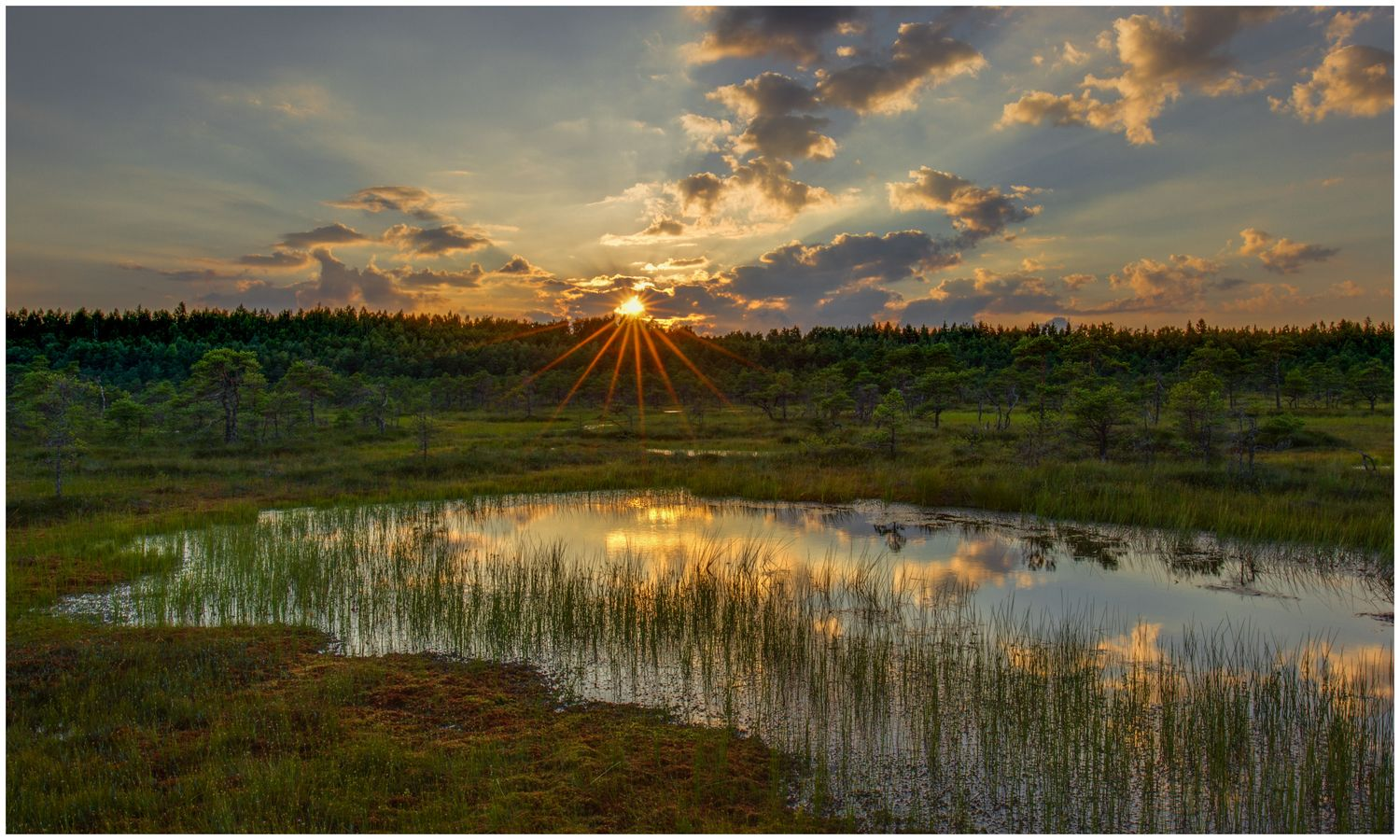
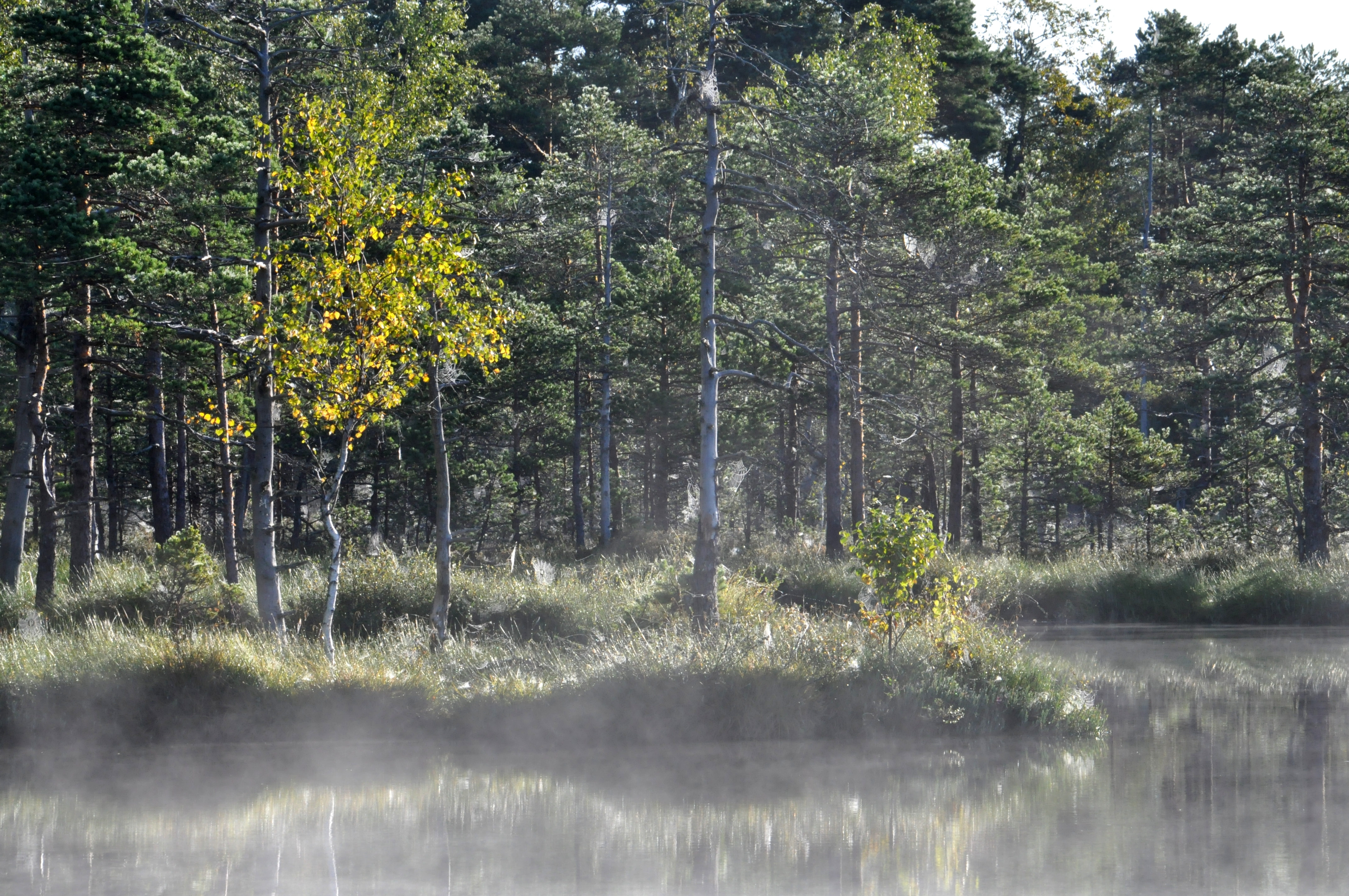